# Чон Гук Чин
У цьому корейському імені прізвище (Чон) стоїть перед особовим ім'ям.
Чон Гук Чин (кор. 정국진, 2 січня 1917 — 10 лютого 1976) — південнокорейський футболіст, що грав на позиції нападника. По завершенні ігрової кар'єри — тренер. Відомий за виступами у складі збірної Південної Кореї, а також роботі з національною збірною на посаді головного тренера.

## Клубна кар'єра
Чон Гук Чин грав на позиції нападника спочатку в команді Вонсанського університету, а пізніше в складі команди військово-морських сил Південної Кореї «ВМС Кореї».
| Дата      | Місто   | Господарі      | Результат | Гості          | Турнір             | Голи | Примітки |
| --------- | ------- | -------------- | --------- | -------------- | ------------------ | ---- | -------- |
| 2-8-1948  | Лондон  | Південна Корея | 5 – 3     | Мексика        | Олімпійські ігри   | 1    |          |
| 6-8-1948  | Лондон  | Швеція         | 12 – 0    | Південна Корея | Олімпійські ігри   | -    |          |
| 2-1-1949  | Гонконг | Південна Корея | 2 – 3     | Китай          | товариський матч   | 1    |          |
| 2-5-1954  | Маніла  | Гонконг        | 3 – 3     | Південна Корея | Азійські ігри 1954 | 1    | 46'      |
| 4-5-1954  | Маніла  | Південна Корея | 8 – 2     | Афганістан     | Азійські ігри 1954 | 1    |          |
| 7-5-1954  | Маніла  | Бірма          | 2 – 2     | Південна Корея | Азійські ігри 1954 | -    | 46'      |
| 8-5-1954  | Маніла  | Тайвань        | 5 – 2     | Південна Корея | Азійські ігри 1954 | -    |          |
| 20-6-1954 | Женева  | Туреччина      | 7 – 0     | Південна Корея | ЧС 1954 - 1-й етап | -    |          |
| Усього    |         | Матчів         | 8         |                | Голів              | 4    |          |

## Кар'єра тренера
У 1959 році очолив тренерський штаб збірної Південної Кореї, працював на цій посаді до наступного року. Удруге очолив південнокорейську збірну у 1964 році, очолював її під час літніх Олімпійських ігор у Токіо, перебував на посаді головного тренера збірної до 1965 року.
Після закінчення кар'єри тренера став віце-президентом Корейської футбольної асоціації незадовго до смерті. Помер 10 лютого 1976 року на 60-му році життя.

## Титули і досягнення
- Срібний призер Азійських ігор: 1954